# Демидов, Герман Александрович
Герман Александрович Демидов (28 мая 1927, с. Шубинка, Рубцовский округ, Сибирский край, РСФСР, СССР — 13 августа 1979, Петропавловск, Казахская ССР, СССР) — советский железнодорожник, Герой Социалистического Труда (1959). Член КПСС с 1956 года.

## Биография
Родился в селе Шубинка (ныне — Егорьевский район, Алтайский край).
Начал трудовую деятельность в 1943 году на станции Чапы Омской железной дороги.
В 1945—1947 годах работал монтёром на станции Макушино, с 1947 года — помощником машиниста, машинистом поезда, с 1966 года — дежурным по локомотивному депо станции Петропавловск.
В 1965 году окончил заочное отделение Петропавловского железнодорожного техникума.
Скончался 13 августа 1979 года, похоронен на Старом православном кладбище Петропавловска.

## Награды и звания
- Медаль «Серп и Молот»
- орден Ленина
- Почётный железнодорожник СССР
- Ударник сталинского призыва